# Parlementshuis (Finland)
Het Parlementshuis (Fins: Eduskantalo, Zweeds: Riksdagshuset) is het gebouw van het parlement van Finland in Helsinki. Het gebouw is te bezoeken met een gids en de parlementaire beraadslagingen zijn vanaf een balkon te aanschouwen door het publiek.

## Geschiedenis
In 1924 werd er een architectuurcompetitie uitgeschreven voor de aanbouw van een nieuw parlementsgebouw. Deze werd gewonnen door het architectenbureau Borg–Sirén–Åberg met het ontwerp Oratoribus. De architect Johan Sigfrid Sirén kreeg uiteindelijk de opdracht om het te bouwen en de bouw begon in 1926. Het gebouw opende zijn deuren op 7 maart 1931. Sindsdien zijn er nog twee uitbreidingen toegevoegd, een bibliotheek in 1978 en een kantoorruimte in 2004. Deze laatste uitbreiding leidde tot enige controverse.

## Galerij

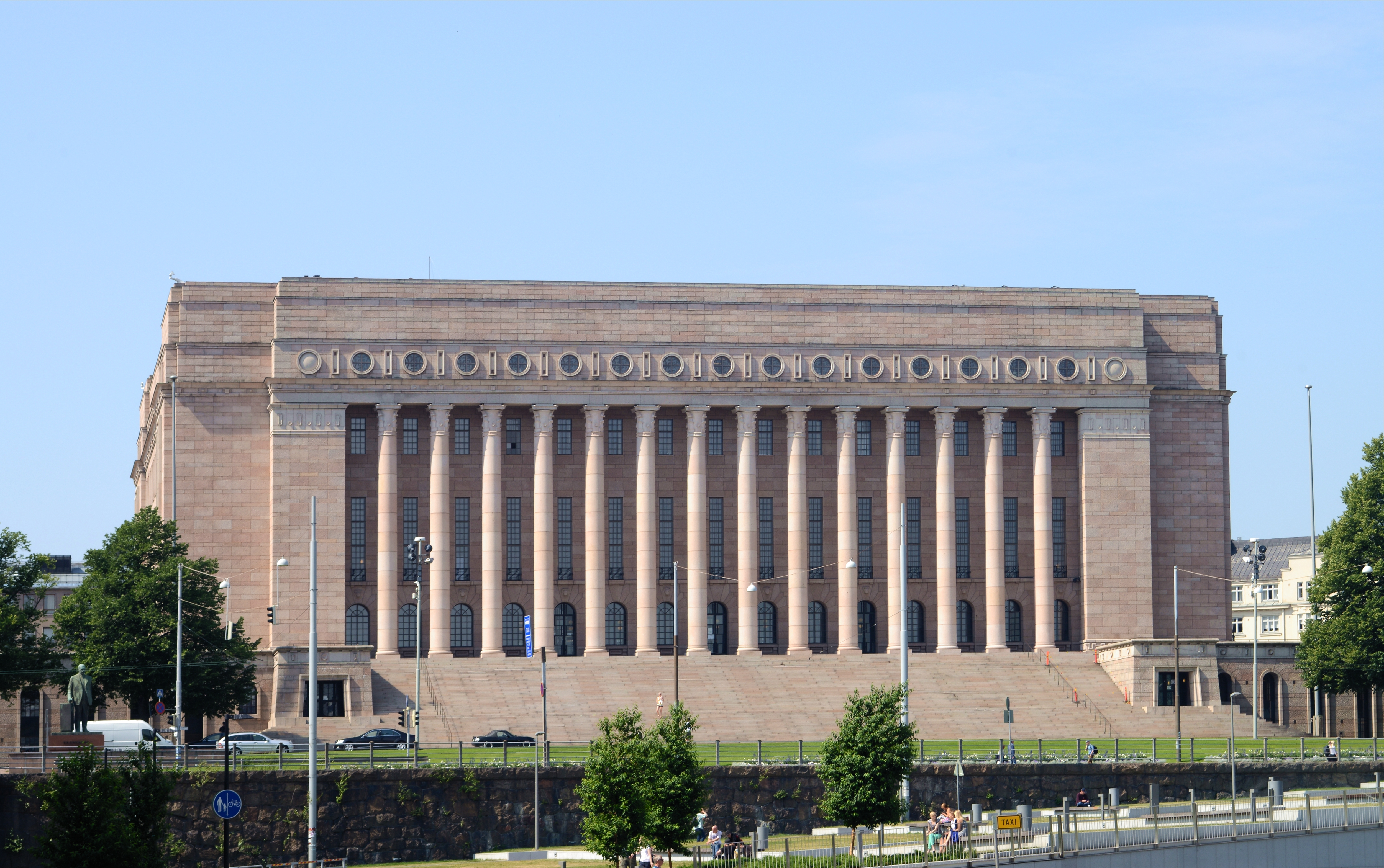
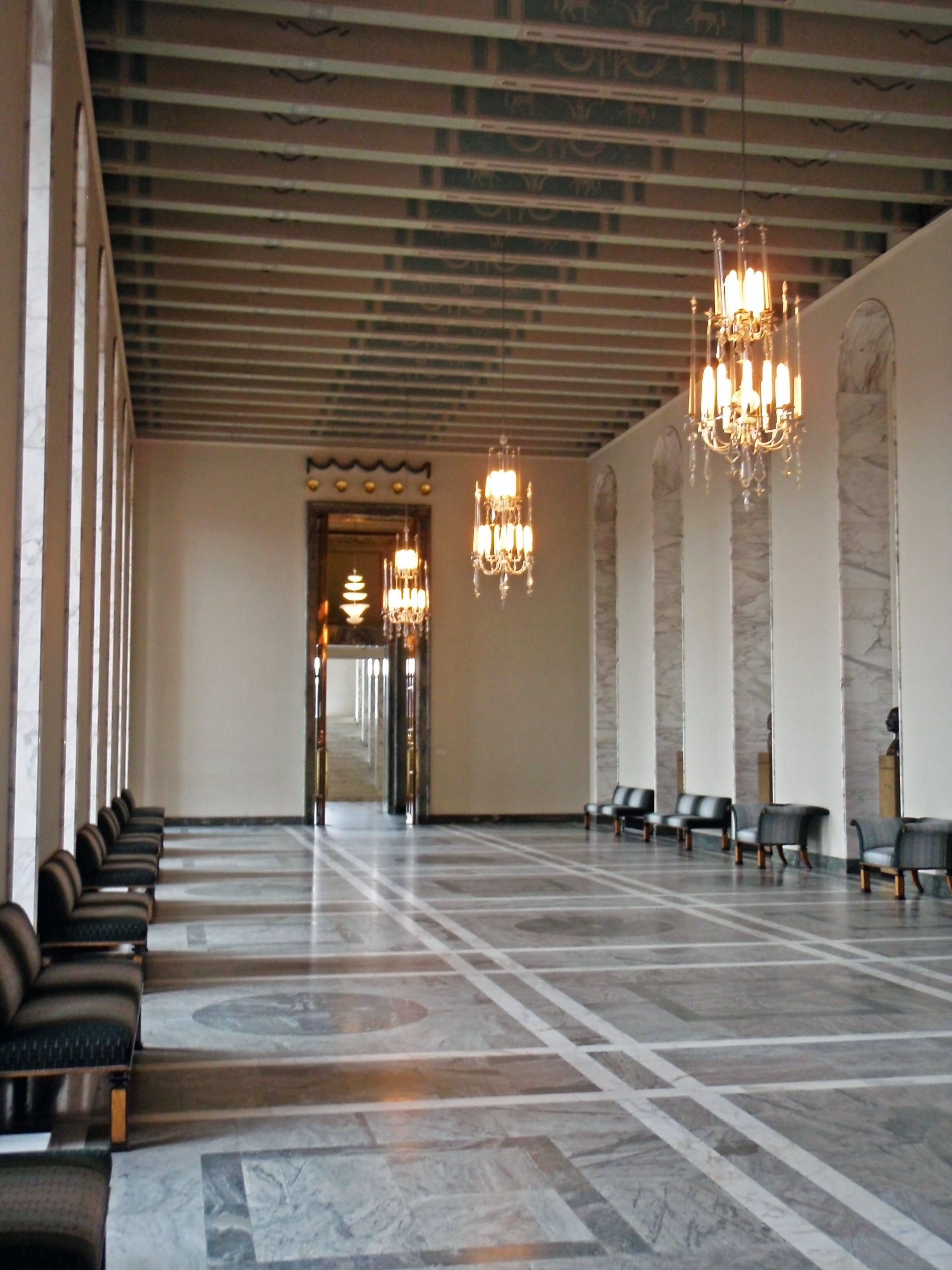
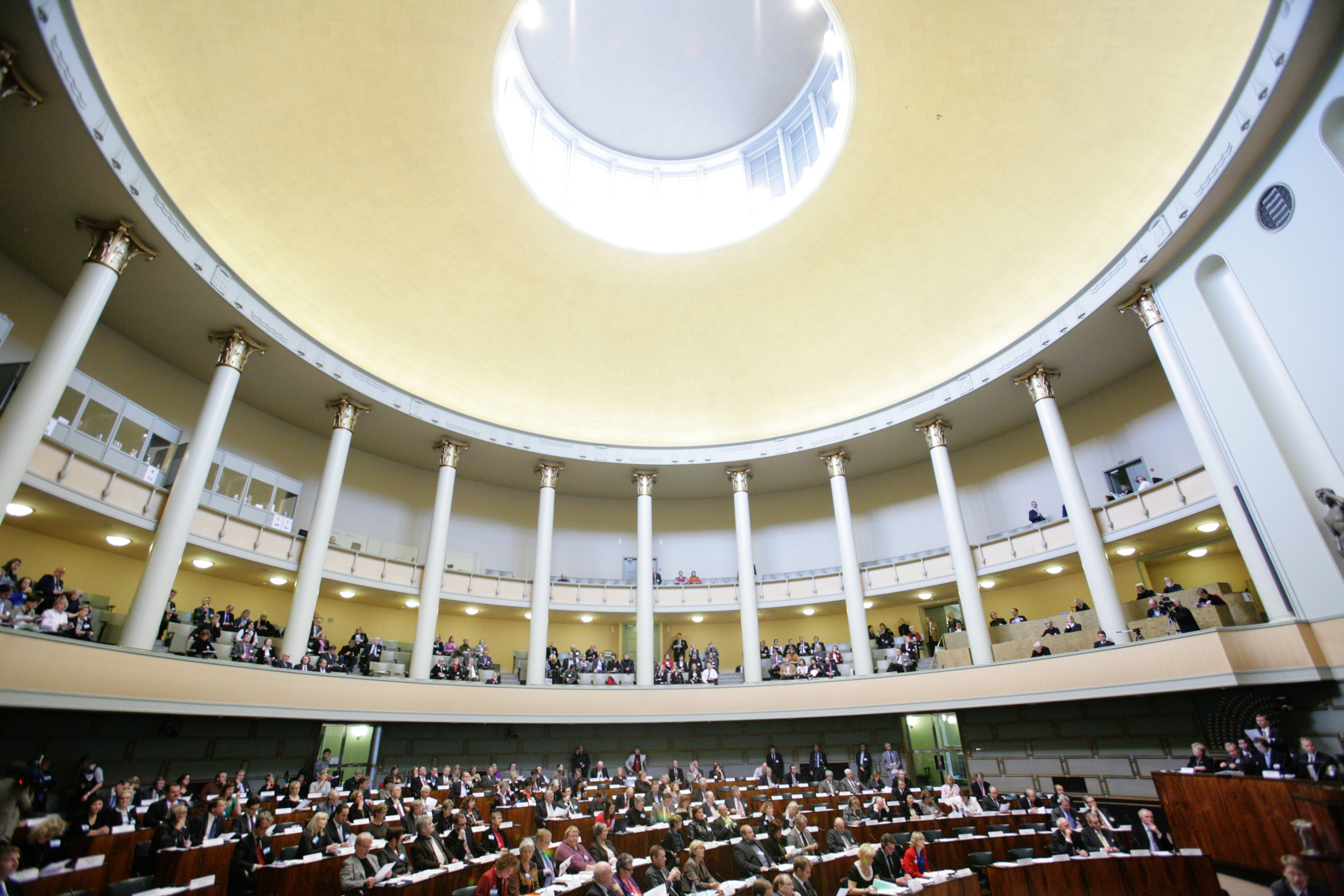
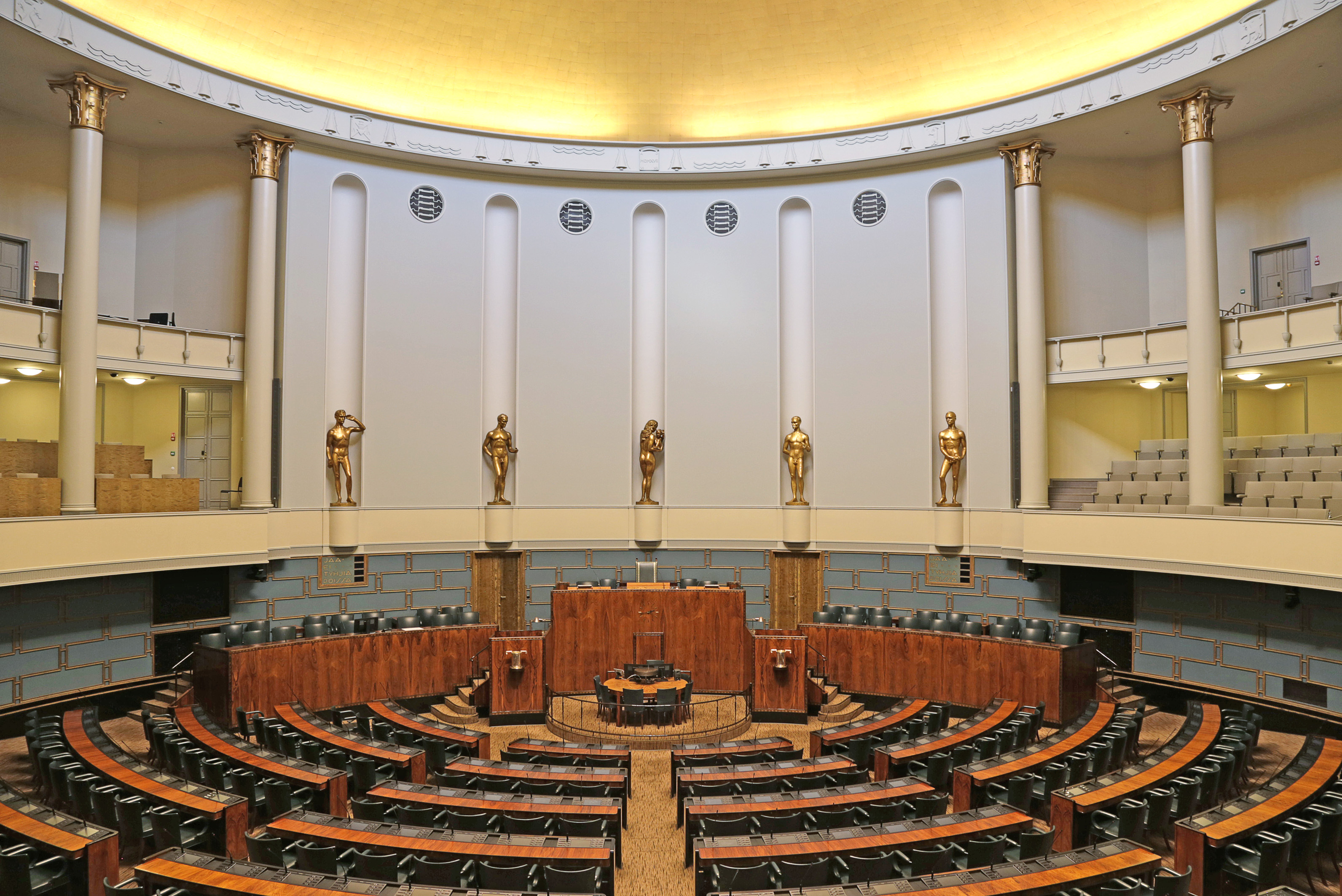
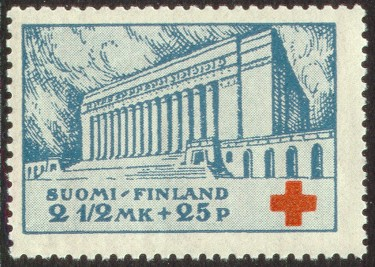